# Morten Behrens
Morten Jens Behrens (sinh ngày 1 tháng 4 năm 1997) là một cầu thủ bóng đá người Đức thi đấu ở vị trí thủ môn cho câu lạc bộ Waldhof Mannheim tại 3. Liga theo dạng cho mượn từ Darmstadt 98.